# Phytomyza buhriana
Phytomyza buhriana este o specie de muște din genul Phytomyza, familia Agromyzidae, descrisă de Erich Martin Hering în anul 1949.
Este endemică în Germania. Conform Catalogue of Life specia Phytomyza buhriana nu are subspecii cunoscute.